# Victor Kiplangat
Victor Kiplangat (10 november 1999) is een Oegandese atleet, gespecialiseerd in de lange afstand.

## Carrière
In 2017 werd Kiplangat als tiener wereldkampioen berglopen. Een jaar later behoorde hij dan ook tot de favorieten, hij pakte in die editie het brons. 
Op 30 juli 2022 won Kiplangat de marathon tijdens de Gemenebestspelen in een tijd van 2:10.55. Daarmee werd hij de eerste Oegandees die goud won op de marathon tijdens de Gemenebestspelen.
Op 27 augustus 2023 werd Kiplangat wereldkampioen over de marathon. Dat deed hij in warm weer voor de Israeliër Maru Teferi met een tijd van 2:08.53. Hij was hierdoor de tweede Oegandees die wereldkampioen marathon werd.

## Titels
- Wereldkampioen berglopen  - 2017
- Wereldkampioen marathon - 2023
- Gemenebestkampioen marathon - 2022

## Persoonlijke records
| Afstand        | Tijd    | Datum            | Plaats    |
| -------------- | ------- | ---------------- | --------- |
| Halve marathon | 59.26   | 29 november 2020 | New Delhi |
| Marathon       | 2:05.09 | 24 april 2022    | Hamburg   |

## Palmares

### 5000 m
- 2016: 18e WK U20 in Bydgoszcz - 14:21.22

### 10.000 m
- 2018: 6e WK U20 in Tampere - 28:42.77

### 15 km
- 2019: 10e Zevenheuvelenloop - 43.27

### Halve marathon
- 2019:  Paderborner Osterlauf - 1:01.45
- 2019: 6e Halve marathon van Lille - 1:00.44
- 2020: 16e WK in Gdynia - 1:00.29
- 2020: 7e Halve marathon van New Dehli - 59.26
- 2022:  Halve marathon van Gent - 1:00.11

### 25 km
- 2022:  25 km van Calcutta - 1:12.56

### Marathon
- 2021:  Marathon van Istanboel - 2:10.18
- 2022: 4e Marathon van Hamburg - 2:05.09
- 2022:  Gemenebestspelen in Birmingham - 2:10.55
- 2023:  Marathon van Osaka - 2:06.03
- 2023:  WK in Boedapest - 2:08.53
- 2024: 15e Marathon van Tokio - 2:07.44

### Veldlopen
- 2017: 19e WK U20 in Kampala (7,858 km) - 24.29

### Berglopen[4]
- 2016:  WK U20 (7,3 km) in Sapareva Banya - 35.39
- 2017:  WK (13 km) in Premana - 52.31
- 2018:  WK (11 km) in Canilo - 55.54